# ラストシーン/ぼくらのゆめ
『ラストシーン/ぼくらのゆめ』は、いきものがかりの32作目のシングル。「ラストシーン」と「ぼくらのゆめ」との両A面シングル。ソニー・ミュージックレーベルズ / エピックレコードジャパンからCDシングル・デジタル・ダウンロードで2016年8月24日に発売された。

## 概要
前作「ラブとピース!/夢題〜遠くへ〜」から、メジャー・デビュー10周年記念のベスト・アルバム『超いきものばかり〜てんねん記念メンバーズBESTセレクション〜』の発売を挟んで、約9ヶ月半ぶりに発売された活動休止（放牧）前最後のシングル。初回仕様限定盤には「いきものカード049」が封入される。
オリコンチャートにおける初動売上は、2007年リリースの5thシングル「うるわしきひと/青春のとびら」以来27作ぶりに1万枚を下回った。

## 収録曲
| 全作詞・作曲: 水野良樹。 |                                 |           |            |          |      |
| #                        | タイトル                        | 作詞      | 作曲・編曲 | 編曲     | 時間 |
| 1.                       | 「ラストシーン」                | 水野良樹  | 水野良樹   | 島田昌典 | 6:04 |
| 2.                       | 「ぼくらのゆめ」                | 水野良樹  | 水野良樹   | 亀田誠治 | 4:38 |
| 3.                       | 「ラストシーン -instrumental-」 | 水野良樹  | 水野良樹   |          | 6:04 |
| 4.                       | 「ぼくらのゆめ -instrumental-」 | 水野良樹  | 水野良樹   |          | 4:34 |
| 合計時間:                | 合計時間:                       | 合計時間: | 21:22      |          |      |

## 曲解説
1. ラストシーン
東宝配給映画『四月は君の嘘』主題歌[3]。
2. ぼくらのゆめ
日本コカ・コーラ「爽健美茶」2016年度キャンペーンソング[4]。
『超いきものばかり〜てんねん記念メンバーズBESTセレクション〜』からリカットされた曲で、いきものがかりのオリジナル曲でシングルカットされたのはこれが初めてとなる。

## 参加ミュージシャン
- いきものがかり
  - 吉岡聖恵：ボーカル
  - 水野良樹：ギター
  - 山下穂尊：ギター・ハーモニカ